# 일필계상 일본 제일의 짧은 편지의 관
일필계상 일본 제일 짧은 편지의 관은 후쿠이 현 사카이 시 마루오카 쵸 에 있는 일본 제일 짧은 편지 자료관이다.

## 개요
편지 허두의 모범으로 알려진 '일필계상 불조심'은 "귀작좌"라고 불린 혼다 시게쓰구가 전쟁 중에 아내에게 보낸 것이다. 그 편지의 문장 중, '오센'은 에치젠 마루오카 번 초대 번주로 알려진 혼다 시게쓰구의 아들 혼다 나리시게였다. 따라서 전 마루오카 쵸 직원이었던 오바 마사나리의 발의로 인해 1993년 (헤이세이 5년)의 「어머니」에게의 편지로 '일필계상상' 공모를 시작했다. 이 입선 작품은 지금까지 출판된 서적 으로만 볼 수 있었지만, 이를 상설 전시하기 위해 만들어진 것이 이 자료관이다.
2015년 (헤이세이 27년) 8월 23일에 개관한 2층 구조(일부 3층)의 건물. 개관일은 '후미'의 언어유희에서 23일이 되었다. 1층에는 과거의 입상 작품이 전시되어 있다. 특히, 폭포처럼 흐르는 효과의 영상 작품도 소개하고 있다. 매년 많은 작품이 들어오는 '일본 제일 짧은 편지 일필계상상'은 혼다 시게쓰구의 편지를 모티브로 시작되었다. '일필계상상'은 인간관계가 얄팍해지고 가벼워지는 현대 사회에, 일본의 편지 문화의 복권을 지향하고자 시작되었다. 불과 40자의 짧은 문장이지만 그 안에 담긴 마음이 많은 사람들의 마음을 움직이고 공감을 얻었다. 그리고 지난 20여년간 많은 사람들의 마음이 모여 「일필계상 일본 제일 짧은 편지의 관」이 탄생했다.
'일필계상상'은 '중요한 것은 사람에서 사람으로'라는 스미토모 기업의 기업 모토와 부합하고, 또한 사카이 시 마루오카 쵸가 스미토모 가 초대 스미토모 마사모토의 고향이기 때문에 스미토모 기업이 대회를 1994년 (헤이세이 6년)부터 후원하고 있다.

## 연혁
- 1993년 (헤이세이 5년) - 「일필계상상」 공모를 시작 (제 1회 응모 수 32,236통)
- 1994년 (헤이세이 6년) - 재단법인 마루오카 도시 문화 진흥 사업단 발족[10]
- 2013년 (헤이세이 25년) 4월 1일 - 공익 재단법인 마루오카 문화 재단으로 명칭 변경[10]
- 2013년 (헤이세이 25년) 9월 - 건설 지위에 마루오카 성 서쪽의 옛 병원을 철거할 방침을 발표했지만, 예전의 성 내굴에 해당한다는 이유로 지역의 양해를 얻지 못해 마루오카 성 북쪽에 있는 마루오카 문화 재단의 부지로 변경[11] [13] [14]
- 2014년 (헤이세이 26년) 6월 6일 - 마루오카 문화 재단의 현장에서 마루오카 성 니노 마루의 돌담이 출토되어 마루오카 도서관 북측의 주차장 내 건설 지역을 변경 (2차 수정)[11] .
- 2015년 (헤이세이 27년) 8월 23일 - 개관

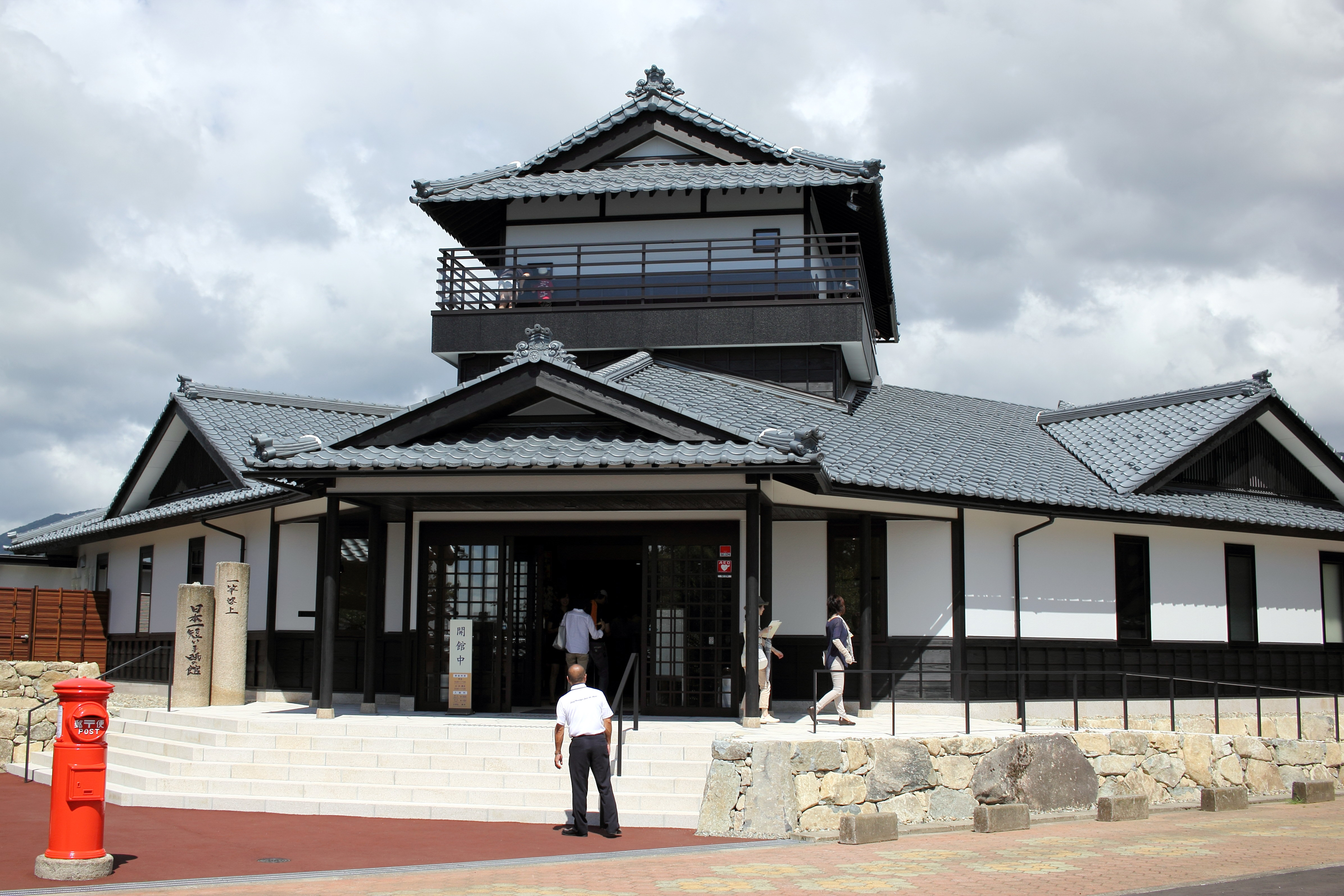
편지의 날 개관시의 모습
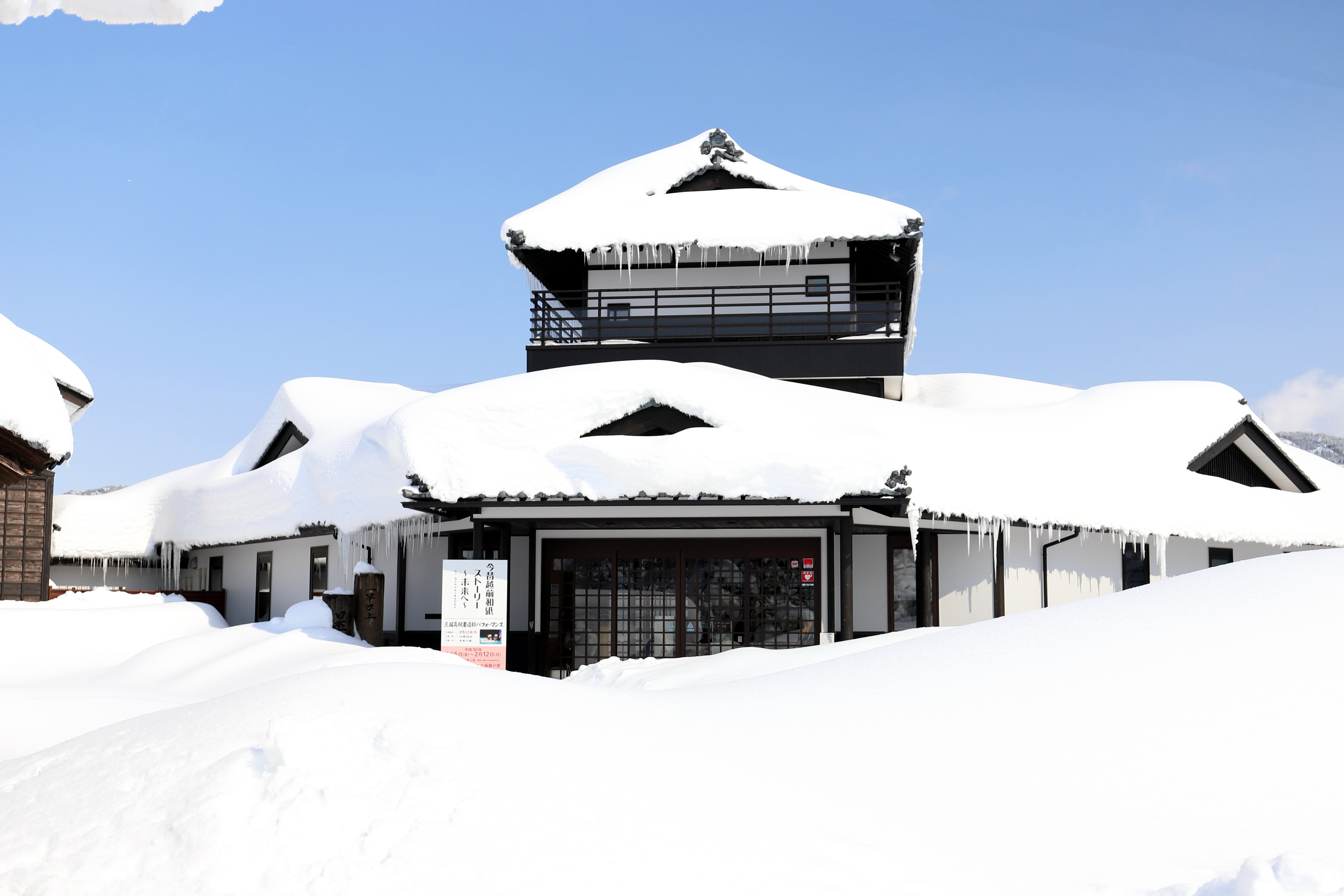
2018년 2월 8일 폭설시의 모습

## 매회 테마와 심사 위원

### 일필계상상
| 개최시기        | 테마                 | 심사 위원                                                                                  |
| --------------- | -------------------- | ------------------------------------------------------------------------------------------ |
| 제 1 회 1993년  | "어머니"             | 쿠로이와 쥬고, 타와라 마치, 토키자네 신코, 나카무라 우메노스케, 모리 고이치                |
| 제 2 회 1994년  | "가족"               | 쿠로이와 쥬고, 타와라 마치, 토키자네 신코, 나카무라 우메노스케, 모리 고이치                |
| 제 3 회 1995년  | "사랑"               | 쿠로이와 쥬고, 타와라 마치, 토키자네 신코, 나카무라 우메노스케, 모리 고이치                |
| 제 4 회 1996년  | "아버지"             | 쿠로이와 쥬고, 타와라 마치, 토키자네 신코, 나카무라 우메노스케, 모리 고이치                |
| 제 5 회 1997년  | "어머니를 향한 마음" | 쿠로이와 쥬고, 타와라 마치, 토키자네 신코, 나카무라 우메노스케, 모리 고이치                |
| 제 6 회 1998년  | "고향에 대한 생각"   | 쿠로이와 쥬고, 타와라 마치, 토키자네 신코, 나카무라 우메노스케, 모리 고이치                |
| 제 7 회 1999년  | "친구에게"           | 쿠로이와 쥬고, 타와라 마치, 토키자네 신코, 나카무라 우메노스케, 모리 고이치                |
| 제 8 회 2000년  | "나에게"             | 쿠로이와 쥬고, 타와라 마치, 토키자네 신코, 나카무라 우메노스케, 모리 고이치, 코무로 히토시 |
| 제 9 회 2001년  | '생명'               | 쿠로이와 쥬고, 타와라 마치, 토키자네 신코, 나카무라 우메노스케, 모리 고이치, 코무로 히토시 |
| 제 10 회 2002년 | "희로애락"           | 쿠로이와 쥬고, 타와라 마치, 토키자네 신코, 나카무라 우메노스케, 모리 고이치, 코무로 히토시 |

### 신 일필계상상
| 개최시기        | 테마                  | 심사 위원                                                                                  |
| --------------- | --------------------- | ------------------------------------------------------------------------------------------ |
| 제 1 회 2003년  | "어머니와의 왕복서한" | 코무로 히토시, 사사키 미키로, 나카야마 치나츠, 니시 유우지, 나카시마 케이지                |
| 제 2 회 2004년  | "가족 전"             | 코무로 히토시, 사사키 미키로, 나카야마 치나츠, 니시 유우지, 이바 미쓰루                    |
| 제 3 회 2005년  | "사랑"                | 코무로 히토시, 사사키 미키로, 나카야마 치나츠, 니시 유우지, 이바 미쓰루                    |
| 제 4 회 2006년  | "아버지"              | 코무로 히토시, 사사키 미키로, 나카야마 치나츠, 니시 유우지, 이바 미쓰루                    |
| 제 5 회 2007년  | "미래"                | 코무로 히토시, 사사키 미키로, 나카야마 치나츠, 니시 유우지, 이바 미쓰루                    |
| 제 6 회 2008년  | "꿈"                  | 코무로 히토시, 사사키 미키로, 나카야마 치나츠, 니시 유우지, 스즈키 히사카즈                |
| 제 7 회 2009년  | "웃음"                | 코무로 히토시, 사사키 미키로, 나카야마 치나츠, 니시 유우지, 스즈키 히사카즈                |
| 제 8 회 2010년  | "눈물"                | 코무로 히토시, 사사키 미키로, 나카야마 치나츠, 니시 유우지, 스즈키 히사카즈                |
| 제 9 회 2011년  | "내일"                | 이케다 리요코, 코무로 히토시, 사사키 미키로, 나카야마 치나츠, 니시 유우지, 하야시 마사토시 |
| 제 10 회 2012년 | "감사합니다"          | 이케다 리요코, 코무로 히토시, 사사키 미키로, 나카야마 치나츠, 니시 유우지, 하야시 마사토시 |
| 제 21 회 2013년 | "잊을 수 없는"        | 이케다 리요코, 코무로 히토시, 사사키 미키로, 나카야마 치나츠, 니시 유우지, 하야시 마사토시 |
| 제 22 회 2014년 | "꽃"                  | 이케다 리요코, 코무로 히토시, 사사키 미키로, 나카야마 치나츠, 니시 유우지, 신모리 켄시     |
| 제 23 회 2015년 | "노래"                | 이케다 리요코, 코무로 히토시, 사사키 미키로, 나카야마 치나츠, 니시 유우지, 신모리 겐시     |
| 제 24 회 2016년 | "미안 해요"           | 코무로 히토시, 사사키 미키로, 미야시타 나츠, 신모리 겐시                                   |
| 제 25 회 2017년 | "어머니"              | 코무로 히토시, 사사키 미키로, 미야시타 나츠, 신모리 겐시                                   |
| 제 26 회 2018년 | "선생님께"            | 코무로 히토시, 사사키 미키로, 나츠이 이즈키, 미야시타 나츠, 신모리 겐시                    |
| 제 27 회 2019년 | "춘하추동"            |                                                                                            |

## 시설 개요 및 관내 설명
- 목조 2 층 건물[30]
- 연면적 700 평방 미터
- 상설 전시실 .... 일필계상상의 역사와 함께 지금까지의 입상 작품 전시.[31]
- 기획 전시실 .... 에히메 현 세이요 시 어묵판의 그림과 편지의 콜라보 작품 전시.[32]
- 고성 전시실 .... 마루오카 성 천수각 3층과 거의 같은 면적으로 되어있으며 사카이시에 대한 비디오 감상 가능.
- 후미의 정원 .... 카페

## 개관 시간
- 9:00 - 17:00 (입장은 16:30까지)

## 휴관일
- 연말 연시[7] (12월 29일부터 1월 3일)
- 전시 교체를 위한 휴관일 있음

## 오시는 길
- JR 후쿠이 역에서 경복 버스 「마루오카 선」으로 40 분, 「마루오카 성」버스 정류장에서 도보 8 분
- JR 아와라온센 역에서 경복 버스 「에헤지 · 토진보 선으로 20 분,「성 입구」역에서 도보 10 분
- 호쿠리쿠 자동차 도로 마루오카 인터체인지에서 5분